# Autreville (Aisne)
Autreville é uma comuna francesa na região administrativa de Altos da França, no departamento de Aisne. Estende-se por uma área de 3,55 km². Em 2010 a comuna tinha 822 habitantes (densidade: 231,5 hab./km²).